# هوكر هارت
هوكر هارت (بالإنجليزية: Hawker Hart)‏ البريطانية طائرة قاذفة للقنابل خفيفة ذات المقعدين ذات السطحين من سلاح الجو الملكي (RAF). تم تصميمها خلال العشرينات من قبل سيدني كام وتصنيعها من قبل هوكر للطائرات. كان هارت طائرة بريطانية بارزة في فترة ما بين الحربين، ولكن عفا عليها الزمن وبالفعل اصطف جنبا لأحدث تصاميم الطائرات أحادية السطح قبل بداية الحرب العالمية الثانية، ولعب أدوار ثانوية فقط في الصراع قبل المتقاعدين.
وقد وضعت العديد من المتغيرات الرئيسية للهارت، بما في ذلك نسخة navalised لل بحرية الملكية 'ق حاملات الطائرات. ما وراء بريطانيا وهارت سيتم تشغيلها من قبل عدد من الدول الأجنبية، بما في ذلك السويد، يوغوسلافيا، استونيا، جنوب أفريقيا، و كندا.

## اوداكس النسر
مقاتلة إنكليزية الصنع ذات محرك مروحي واحد السرحة تبلغ حوالي 250 كلم بالساعة، ومسلحة ب100 كغم من القنابل ومدفه رشاش واحد بالمقدمة